# 大手倶楽部
大手倶楽部（おおてくらぶ）とは、明治中期の政治結社（1894年10月20日 - 1896年2月24日）。
第4回衆議院議員総選挙の最中に日清戦争が勃発して政治休戦が確立したのを機に、第2次伊藤内閣によって前年に解散に追い込まれた大日本協会復興を模索する動きが現れた。元同会所属の無所属議員である大竹貫一や植田理太郎が、末吉忠晴ら対外硬に同調する無党派の無所属議員を勧誘して結成した。大手倶楽部は硬六派に参加を表明し、これによって硬六派は衆議院で過半数を制した。
日清戦争中は政治休戦を支持して臨時軍事費の支出に賛同したが、戦争終結後に日英通商航海条約締結と三国干渉受諾を批判して政府と対決色を強めた。自由党に対抗する新党結成構想が硬六派の間で進められると、これに呼応して1896年2月に解散、所属議員は同年3月1日の進歩党結成に参加した。